# اچ‌ام‌اس اچ۷
اچ‌ام‌اس اچ۷ (به انگلیسی: HMS H7) یک زیردریایی بود که طول آن ۱۵۰ فوت ۳ اینچ (۴۵٫۸۰ متر) بود. این زیردریایی در سال ۱۹۱۵ ساخته شد.